# Alsóvadas
Alsóvadas (más néven Alsóvadicsó, szlovákul Dolný Vadičov) község Szlovákiában, a Zsolnai kerületben, a Kiszucaújhelyi járásban.

## Fekvése
Zsolnától 15 km-re északkeletre fekszik.

## Története
1359-ben „silva Waditzow” alakban említik először mint birtokot, magát a falut a 14. század végén alapították. 1419-ben „Vadychov” néven említik először mint a Rudinszki család birtokát. 1515-ben „Also Vadycho” már Sztrecsény várának uradalmához tartozott. 1516-ban „Nagy Wadyczow” néven szerepel. 1598-ban 24 ház és egy malom állt a faluban. 1784-ben 41 házában 239 lakos élt. Plébániája 1790-ben létesült.
A 18. század végén Vályi András így ír róla: „Alsó, és Felső Vadicsó. Tót faluk Trentsén Várm. földes Uraik több Uraságok, A. a’ Felsőnek filiája; határjaik középszerűek, legelőjök, fájok, és keresetre módgyok van.”
1828-ban 38 háza és 376 lakosa, 1850-ben 223 lakosa volt. Lakói mezőgazdasággal, állattartással, favágással, fazsindely és faáru készítéssel, szövéssel, drótozással foglalkoztak.
Fényes Elek 1851-ben kiadott geográfiai szótárában így ír a faluról: „Alsó-Vadicsó, Trencsén m. tót falu, Tepliczához északfelől 1 1/2 órányira. Lakja 374 kath., 4 zsidó. F. u. gr. Serényi. Ut. p. Zsolna.”
A trianoni békéig Trencsén vármegye Kiszucaújhelyi járásához tartozott.

## Népessége
| Év:            | 1994. | 2004.    | 2014.    | 2024.    |
| -------------- | ----- | -------- | -------- | -------- |
| Emberek száma: | 384   | 425      | 477      | 598      |
| Eltérés:       |       | +10,67 % | +12,23 % | +25,36 % |

| Év:            | 2023. | 2024.   |
| -------------- | ----- | ------- |
| Emberek száma: | 588   | 598     |
| Eltérés:       |       | +1,70 % |

1910-ben 345 lakosából 342 szlovák anyanyelvű volt.
2001-ben 403 lakosából 397 szlovák volt.
2011-ben 463 lakosából 457 szlovák volt.
2021-ben 513 lakosából 503 (+1) szlovák, 1 ruszin, 2 egyéb és 7 ismeretlen nemzetiségű volt.

## Nevezetességei
- Kápolnája 1902-ben épült.
- Fa haranglába 19. századi.